# Aa Gale Lag Jaa
Aa Gale Lag Jaa (आ गले लग जा ) è un film del 1973, diretto da Manmohan Desai, con Shashi Kapoor. Il film ha riscosso un grande successo di botteghino. 

## Trama
Nella località montana di Shimla la studentessa in medicina Preeti sta seguendo uno stage col dottor Saxena. Come figurante di paziente, sul quale gli studenti si impratichiscono, vi prende parte l'insegnante di pattinaggio Prem, che ha iniziato una relazione amorosa con Preeti. Un giorno la madre di Prem deve venir ricoverata in ospedale e il figlio la accompagna, lasciando un biglietto per Preeti per spiegarle la sua assenza ad un appuntamento. Heera Chand, il padre di Preeti, che non ne vuole sapere della liaison amorosa della figlia con Prem, sostituisce la missiva di quest'ultimo con un'altra in cui Prem confesserebbe di aver lasciato la ragazza, poiché era interessato solo al suo denaro (che peraltro Heera Chand gli aveva realmente offerto purché abbandonasse la figlia, senza tuttavia che Prem accettasse). Letto il biglietto falso, Preeti, amareggiata, decide di non voler più avere a che fare con Prem. Nel breve incontro che Preeti e Prem hanno prima del ritorno della ragazza e del padre a Bombay ciascuno dei due rimane dunque convinto di essere stato abbandonato dall'altro.
In città Preeti stringe una promessa di matrimonio col suo precedente pretendente, benvisto da Heera Chandr, Amar, prima che costui parta per la Germania per una scuola di specializzazione in medicina. Preeti è incinta di Pram, e si reca a partorire in una clinica gestita da un dottore amico di Heera Chandr che, a richiesta di quest'ultimo, acconsente a riferire alla figlia che il bambino, dopo il cesareo, sarebbe nato morto. Nello stesso ospedale si trova Prem ad assistere sua madre. Preeti e Pram non si incontrano, e Pram convince Heera Chandr ad affidargli il neonato, chiamato Rahoul, dietro la promessa di non rivelare mai a nessuno che il piccolo è figlio di Preeti.
Sette anni dopo, Rahoul è cresciuto, ed i postumi di una poliomielite lo costringono a camminare con le stampelle; Preeti è medico, come Amar, tornato dall'Europa. Prem è maestro di pattinaggio di Tikki, la sorella minore di Amar, che si è invaghita di lui. Tutti si reincontrano, e sono convinti (tranne Prem e Heera Chandr), Preeti compresa, che Rahoul sia il frutto di un'ulteriore relazione di Prem, e che la madre abbia lasciato padre e figlio. Il bambino suscita la simpatia e l'affetto di Tikki, di Preeti, ed addirittura di Heera Chandr, che sa trattarsi del proprio nipote. Amar, appena conosciuto Rahoul, lancia pubblicamente una sfida professionale con se stesso, legando il proprio futuro matrimonio con Preeti alla guarigione del bambino, che intende ottenere con un'operazione chirurgica.
Prem e Preeti, che evidentemente si amano ancora pur non riuscendo a spiegarsi perché si siano lasciati, cercano un chiarimento: Preeti estrae la lettera contraffatta, ma Prem, temendo rappresaglie da parte di Amar una volta che egli si fosse riunito con Preeti, non nega di non averla effettivamente scritta, cercando in tal modo di allontanare da sé, a malincuore, ma per amor del figlio, la ragazza.
Amar effettua l'operazione su Rahoul, con la collaborazione proprio del dottor Saxena, che, ignaro di tutto, compreso il prossimo matrimonio della propria allieva Preeti con Amar, rende chiara a costui l'esistenza di una precedente relazione fra la dottoressa Preeti e Prem. Durante una seduta riabilitativa per il bambino, Amar, apparentemente in un impeto incontrollabile di collera, percuote Rahoul. L'indignazione di Preeti viene meno solo quando apprende che tale espediente crudele aveva lo scopo di far camminare autonomamente il bambino verso il padre, a cercarne la protezione: ed in effetti Rahoul muove nell'occasione i suoi primi passi.
Tikki rivela la propria intenzione di accasarsi con Prem, di cui presuppone, erroneamente, la condiscendenza, al fratello Amar, che si vede sottratte da Prem prima la futura moglie, poi la sorella. Ma intanto alcuni amici violenti di Tikki, invidiosi e gelosi, la attirano con un espediente in un quartiere dismesso, e lì cominciano ad infastidirla. Interviene Prem sfoggiando la propria abilità nelle arti marziali, ma finisce rinchiuso in un capannone al quale i balordi danno fuoco. Rahoul, camminando con le proprie gambe guarite, estrae il padre dalle fiamme, gravemente ferito, ma ancora in vita.
Prima di entrare in sala operatoria Prem affida al figlio un portafoglio contenente una foto di sua madre, con l'incarico di guardarla nel caso non fosse tornato vivo dall'operazione, eseguita da Amar. Nell'eccitazione il portafoglio finisce per terra, e qualche tempo dopo Tikki lo raccoglie, guarda la foto e la passa a Preeti. È solo a questo punto che Preeti e Rahoul apprendono di essere madre e figlio. Preeti maledice il padre per i suoi traffici disonesti.
Amar esce dalla sala operatoria fiancheggiato da alcuni infermieri che trasportano in barella il corpo di un uomo ricoperto interamente da un lenzuolo, come si usa per i defunti. Preeti accusa Amar di aver ucciso deliberatamente Prem, e lo aggredisce. Solo allora sfila una seconda barella, quella di Prem, sopravvissuto e ristabilito tramite l'intervento riuscito. Più avanti la famiglia, nonno compreso, finalmente si riunisce.

## Colonna sonora
Le canzoni del film sono state composte da Rahul Dev Burman su testo del poeta e paroliere Sahir Ludhianvi, e sono interpretate da Kishore Kumar, solo ("Na Koi Dil Mein Samaya") o in duetto con Sushma Shrestha ("Tera Mujhse Hain Pehle Ka Nata Koi" e "Aye Mere Bete") o con Lata Mangeshkar ("Vaada Karo"): alcune di esse mantengono la loro popolarità anche oggi.     
Come unica nomination riguardante il film per il periodico Filmfare, dedicato al cinema di Bollywood, si ricorda quella di Sushma Shreshta come "miglior cantante femminile in playback" .   

## Influenza culturale
Grazie al fenomeno della relativa popolarità dei film di Bollywood nel mondo arabo, Aa Gale Lag Jaa ha inaspettatamente assunto lo status di film di culto in Algeria (col titolo Janitou), dalla sua uscita ad ormai oltre quarant'anni da essa.

## Remake
Nell'ambito indiano sono stati fatti due remake del film: Manchi Manushulu del 1974 (in lingua telugu) e Uthaman (in tamil) del 1976. Il film singalese Yali Hamuwennai del 1986 è una replica abbastanza fedele di Aa Gale Lag Jaa, mentre il pakistano Aina (1977) e Pyar Jhukta Nahin, in hindi (1985), vi si sono parimenti ispirati.